# Gaudenzio (vescovo di Pisa)
Gaudenzio (seconda metà del III secolo – prima metà del IV secolo) è stato un vescovo romano.
Gaudenzio è il primo vescovo di Pisa di cui sia noto il nome, anche se potrebbe avere avuto dei predecessori il cui nome non si è tramandato.

## Biografia
Il vescovo Gaudenzio prese parte il 2 ottobre 313 al sinodo romano convocato da papa Milziade, sulla controversia tra il vescovo Ceciliano di Cartagine e lo scismatico Donato.
Lo stesso Gaudenzio sarebbe intervenuto anche al sinodo romano del 324 indetto da papa Silvestro I, il quale tuttavia è ritenuto dalla critica storica un falso.
Questo antico vescovo è ricordato come beato.